# 힐데 반 미에그헴

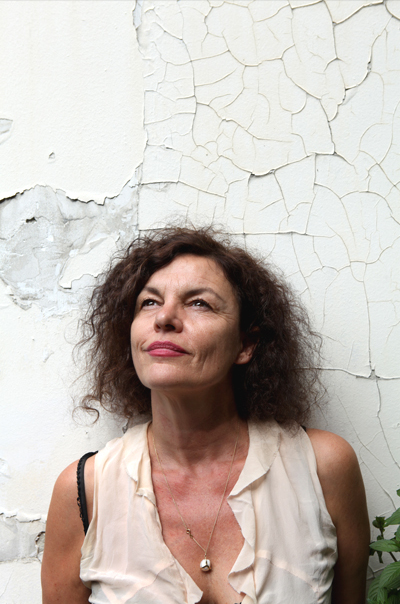

힐데 반 미에그헴(Hilde Van Mieghem, 1958년 4월 14일~)은 벨기에의 배우, 영화 감독, 각본가, 모델, 무대 연출가이다.
안트베르펜에서 태어났다.

## 영화
- 다크 인클루젼(2016년)
- 패밀리 S다이어리(2013년)
- 스무버리프드(2010년)
- 아키텍트(2008년) - 에바 윈터 역
- 베르미스트(2007년)
- 러브 비롱스 투 에브리원(2006년)
- 홀리데이(2000년)
- 로시니(1997년)
- 카프카(1991년)